# Các cuộc chiến tranh của Napoléon
Các cuộc chiến tranh của Napoléon, hay thường được gọi tắt là Chiến tranh Napoléon là một loạt các cuộc chiến trong thời hoàng đế Napoléon Bonaparte trị vì nước Pháp, diễn ra giữa các khối liên minh các nước châu Âu chống lại Đệ nhất Đế chế Pháp. Trên đà các cuộc chinh phục cách mạng từ năm 1789, nước Pháp đã phát triển sức mạnh của mình rất nhanh khi đội quân của Napoléon chinh phục được phần lớn châu Âu. Tuy nhiên, sự thất bại còn nhanh hơn, bắt đầu từ sau thảm họa của cuộc tiến công nước Nga năm 1812 cho đến thất bại quyết định trong trận Waterloo năm 1815, Đế chế của Napoleon cuối cùng đã bị đánh bại hoàn toàn về quân sự và kết quả là sự phục hưng của vương triều Bourbon ở Pháp.
Chiến tranh Napoléon đã tạo động lực để cách mạng hóa lực lượng quân đội các nước châu Âu, trong đó có việc sử dụng pháo binh, cách tổ chức quân sự và thi hành chế độ nghĩa vụ quân sự bắt buộc. Diễn ra với một quy mô chưa từng thấy - chủ yếu là nhờ vào việc áp dụng chế độ cưỡng bách tòng quân số lượng lớn hiện đại - toàn bộ các cuộc xung đột này đã khiến cho tổng cộng khoảng 5 - 7 triệu người chết, trong đó khoảng 3 - 4 triệu là binh lính và 1 - 3 triệu thường dân.
Chiến tranh Napoleón đã dẫn đến sự tan rã của Đế quốc La Mã Thần thánh và gieo mầm cho chủ nghĩa dân tộc hình thành tại Đức và Ý, mà sau này đã giúp dẫn đến việc thống nhất hai quốc gia này vào giữa thế kỷ 19. Đồng thời, đế quốc khắp hoàn cầu của Tây Ban Nha cũng bắt đầu tan vỡ khi chính quốc Tây Ban Nha bị nước Pháp chiếm đóng, làm suy yếu quyền kiểm soát của nó đối với các thuộc địa, mở màn cho một loạt các cuộc chiến tranh giành độc lập tại những nước châu Mỹ. Và một hệ quả trực tiếp khác của chiến tranh Napoleon là Đế quốc Anh đã trở thành cường quốc mạnh nhất thế giới trong một thế kỷ tiếp sau đó, giai đoạn được gọi là Nền hòa bình Anh.
Cho đến nay vẫn chưa có sự nhất trí về thời điểm kết thúc của cuộc Chiến tranh Cách mạng Pháp và bắt đầu của Chiến tranh Napoléon. Ban đầu người ta cho rằng thời điểm đó là vào ngày 9 tháng 11 năm 1799, khi tướng Bonaparte lên nắm quyền lãnh đạo nước Pháp sau cuộc đảo chính 18 tháng Sương mù, nhưng đa số đều quan niệm các cuộc chiến của cuộc Cách mạng Pháp kéo dài tới năm 1802 và lời tuyên chiến giữa Pháp và Anh ngày 18 tháng 5 năm 1803 - sau khi một thời gian hòa bình ngắn ngủi tiếp theo Hòa ước Amiens năm 1802 - là điểm xuất phát của các cuộc chiến tranh Napoléon. Các cuộc chiến này chấm dứt sau thất bại cuối cùng của Napoléon tại trận Waterloo ngày 18 tháng 6 năm 1815 và Hòa ước Paris thứ hai ký ngày 20 tháng 11 cùng năm đó.

## Tên gọi
Có người gọi các cuộc chiến này là Các cuộc chiến tranh Cách mạng và Đế chế (Guerres de la Révolution et de l'Empire) chủ yếu vì coi chúng là sự tiếp tục của các cuộc chiến bảo vệ Cuộc cách mạng Pháp, do các vương quốc châu Âu liên kết chống lại Pháp trong Liên minh thứ nhất và thứ hai. Tuy nhiên một số người khác lại cho đây là các cuộc chiến tranh xâm lược không thể chối cãi, chẳng hạn như cuộc chiến tranh Bán đảo tại Tây Ban Nha trong các năm 1808-1814. Các sử gia châu Âu đôi khi còn gọi thời kỳ chiến tranh liên tục từ ngày 20 tháng 4 năm 1792, khi Pháp tuyên chiến với Áo, tới ngày 20 tháng 11 năm 1815 là "Cuộc đại chiến", cho đến khi tên gọi này chuyển sang cho cuộc chiến tranh thế giới thứ nhất, và thay thế bằng Cuộc đại chiến Pháp - Grande guerre francaise. Cuối cùng đôi khi người ta cũng coi các cuộc chiến này là giai đoạn cuối của Cuộc chiến tranh 100 năm lần thứ ba (Troisième guerre de Cent ans) giữa Pháp và Anh.

## Các trận chiến tranh với Liên minh thứ hai
Sau mưu toan nghiền nát Cuộc cách mạng Pháp của Liên minh thứ nhất gồm Anh, Áo, Phổ, Tây Ban Nha và một số nước nhỏ (1792-1797), phe Liên minh bị thất bại bởi cuộc tổng động viên của Pháp (300.000 người) với việc cải cách quân đội bởi tướng Lazare Nicolas Marguerite Carnot và chiến thuật chiến tranh toàn diện. Nước Pháp thắng trận đã sáp nhập vùng Rheinland và vùng Bỉ-Hà Lan-Luxembourg thuộc Tây Ban Nha vào Pháp. Việc chinh phục Cộng hòa Hà Lan (cũng gọi là "7 tỉnh hợp nhất", tuyên chiến với Pháp năm 1793) và chuyển thành nước Cộng hòa Batavia bởi Hiệp ước La Haye ngày 19.01.1795, đến trước việc từ bỏ Phổ rồi Tây Ban Nha trong cùng một năm. Cuối cùng là trận chiến thắng lợi của vị tướng trẻ Napoléon Bonaparte tại Ý (1796-1797), trước hết tách vùng Piemonte (của Ý) và sau đó các nước dưới quyền Giáo hoàng ra khỏi phe Liên minh, cuối cùng đã buộc Áo phải ký hiệp ước Campo-Formio[2] (17 tháng 10 năm 1797) chấm dứt Liên minh.
Vương quốc Anh - cường quốc chính còn chiến tranh với Pháp - tài trợ một Liên minh thứ hai gồm Anh, Nga, Áo, Đế quốc Ottoman, Thụy Điển, Vương quốc Lưỡng Sicilia, Đế quốc La mã thần thánh. Chính phủ Pháp thời đó vừa tham nhũng vừa bất ổn, đã không thể chống lại các cuộc đảo chính, cũng không thể đối mặt với sự đe dọa từ bên ngoài, thiếu các bộ trưởng giỏi như Carnot, hoặc tướng tài như Bonaparte (vì sang Ai Cập). Quân Pháp bị quân của Liên minh dưới sự chỉ huy của tướng Nga Aleksandr Vasilyevich Suvorov đánh bại.
Bonaparte trao quyền chỉ huy quân đội ở Ai Cập cho tướng Jean Baptiste Kléber, trở về Pháp làm một cuộc đảo chính vào ngày 18 tháng sương mù (9 tháng 11 năm 1799), lật đổ Ban đốc chính (Directoire) và lên nắm quyền. Sự đe dọa cấp bách nhất là cuộc tấn công của Áo cùng một lúc tại 2 mặt trận ở Ý và Đức. Viên Đệ nhất tổng tài (Napoléon) tổ chức một đạo quân gọi là trừ bị, vượt qua dãy núi Alps sang Ý. Ngày 18 tháng 6 năm 1800 Napoléon thắng trận Marengo (Ý) và ngày 3 tháng 12 năm 1800, tướng Jean Victor Marie Moreau cũng thắng quân Áo tại Hohenlinden (Đức). Hòa ước Lunéville[3] được ký ngày 9 tháng 2 năm 1801 giữa Pháp và Áo.
Chỉ còn Anh là vẫn chống lại Pháp. Anh có một hạm đội mạnh, làm chủ trên biển. Sau một chiến thắng trước hạm đội Pháp - Tây Ban Nha ở mũi Saint Vincent (1797), rồi trận diệt hạm đội Pháp ở Aboukir (Ai Cập) ngày 1 tháng 8 năm 1798, hạm đội Anh tiếp tục đe dọa Quần đảo Antilles thuộc Pháp, và họ đủ sức kết hợp các cường quốc ở lục địa châu Âu chống lại Pháp. Quân đội Áo cũng vậy, mặc dù bị nhiều thất bại, vẫn còn là một mối đe dọa đối với Pháp.

### Hòa ước Amiens
Hòa ước Amiens[4] được ký ngày 25 tháng 3 năm 1802 giữa một bên là Anh và bên kia là Pháp, đại diện cho phe Liên minh (gồm Pháp, Tây Ban Nha, Đan Mạch, Na Uy, Cộng hòa Batavia), chấm dứt chiến tranh giữa phe Pháp và Liên minh thứ hai. Nền hòa bình coi như không lâu dài, vì cả hai bên đều không hài lòng. Ngày 18 tháng 5 năm 1803, sự thù địch lại tái diễn, nhưng mục tiêu của cuộc xung đột lần này chuyển từ việc tái thiết lập chế độ quân chủ ở Pháp sang cuộc đấu tranh chống Napoléon, khi ông tuyên bố lên làm hoàng đế Pháp ngày 28 tháng 4 năm 1804 và sau đó lên ngôi ngày 2 tháng 12 năm 1804.

### Cuộc chiến trên biển

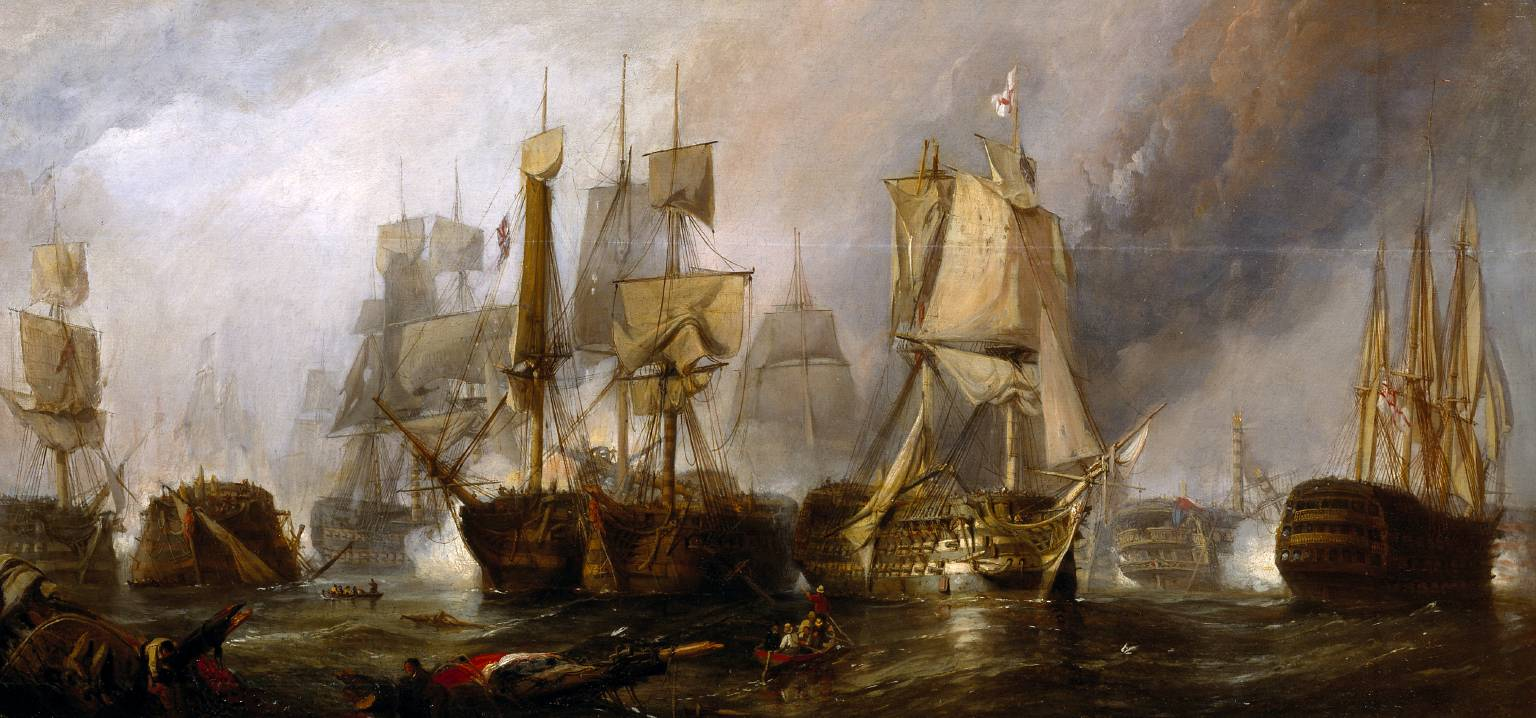
Hải quân Anh đại thắng quân Pháp trong trận Trafalgar năm 1805.

Cuộc chiến trên biển vẫn tiếp tục, không gián đoạn. Đan Mạch - Na Uy trước kia trung lập, làm giàu nhờ buôn bán trong chiến tranh. Sau cuộc biểu dương sức mạnh của Anh trong trận pháo kích Copenhagen5 năm 1801, hạm đội Anh đã bắt giữ phần lớn các tàu của Đan Mạch trong trận pháo kích Copenhagen lần 2 (năm 1807). Đan Mạch từ bỏ thái độ trung lập và lao vào cuộc chiến cướp bóc trên biển, dùng các đại bác nhỏ bắn vào các tàu lớn của Anh. Cuộc chiến này chấm dứt, khi hạm đội Anh thắng trận Lyngor, đánh đắm tàu hộ tống cuối cùng của Đan Mạch.
Khi sự thù hận tái diễn vào năm 1805, thì vương quốc Anh làm chủ trên biển bằng chiến thắng quyết định trước hạm đội Pháp - Tây Ban Nha ở Trafalgar (tây nam Tây Ban Nha) ngày 21.10.1805 và dễ dàng đẩy lui đoàn quân viễn chinh của Pháp tiến sang Ireland. Tuy nhiên, các trận hải chiến vẫn tiếp tục. Một trận hải chiến ở vùng Caribbe có hậu quả trực tiếp và tức thời đối với diễn tiến của cuộc chiến, vì đã đẩy Napoléon quay về lục địa châu Âu.

## Các trận chiến với Liên minh thứ ba
Tháng 4 năm 1805, Anh và Nga ký một hiệp ước nhằm đẩy Pháp ra khỏi Hà Lan và Thụy Sĩ. Sau khi sáp nhập Genève vào Pháp và Napoléon tuyên bố mình làm vua nước Ý, thì Áo cũng quay sang theo phe Liên minh. Ngày 9 tháng 8 năm 1805 Vương quốc Napoli và Thụy Điển cũng gia nhập phe Liên minh thứ ba (gồm Anh, Nga, Áo, Thụy Điển, Vương quốc Napoli).
Phe đồng minh của Pháp gồm có Tây Ban Nha, Ý, Cộng hòa Bayern, công quốc Baden và Württemberg. Napoléon chuẩn bị tập trung tại Boulogne (Pháp) để xâm chiếm Anh, cuộc xâm chiếm mà Pháp cần phải làm chủ được eo biển Manche. Ông ta lập một kế hoạch phức tạp để lôi kéo hạm đội Anh về phía các thuộc địa ở vùng Tây Ấn (Caribbe). Quân Áo xâm chiếm CH Bayern với đội quân gồm 70.000 người do tướng Karl Mack chỉ huy. Napoléon lập tức quay về lục địa châu Âu. Cuối tháng 7 năm 1805, Đại quân của Pháp chia ra 7 mũi lao vào quân Áo. Tại trận Ulm (Đức) từ 25 tháng 9 tới 20 tháng 10 năm 1805, Napoléon vây hãm tướng Karl Mack, khiến sau đó Mack phải đầu hàng. Cùng lúc đó đội quân Áo ở phía nam dãy núi Alpes do Công tước Charles đối đầu với thống chế Pháp André Masséna cũng không mang lại kết quả. Napoléon chiếm Viên. Nhưng đô đốc Pháp Pierre-Charles Villeneuve thất trận ở mũi Finisterre (22 tháng 7 năm 1805) và cố thủ tại Cadiz (Tây Ban Nha). Hạm đội này sau đó lại thua trận Trafalgar (21 tháng 10 năm 1805). Cuộc chiến quyết định này đã kết thúc ý đồ xâm chiếm nước Anh.
Dù gặp khó khăn vì các tuyến đường tiếp tế quá kéo dài, Napoléon vẫn thắng một trận chiến lớn trước liên quân Áo - Nga đông hơn do Sa hoàng Aleksandr I của Nga, tướng Nga Mikhail Kutuzov và hoàng đế Franz II của Áo chỉ huy vào ngày 2 thág 12 năm 1805 tại trận Austerlitz[7] (nay là Slavkov, Cộng hòa Séc). Liên quân Áo - Nga mất 16.000 quân và 15.000 tù binh, trong khi Pháp chỉ mất 1.300 người chết và 7.000 bị thương. Đây được coi là thắng lợi lớn nhất của Napoléon. Áo phải ký hòa ước Pressburg (nay là Bratislava, Slovakia) ngày 26 tháng 12 năm 1805, nhượng Venezia cho Ý (do Napoléon làm vua) và vùng Tyrol cho Vương quốc Bayern. Liên minh thứ ba giải tán.

## Các trận chiến với Liên minh thứ tư
Liên minh thứ tư thành hình chỉ sau Liên minh thứ ba vài tháng, gồm Anh, Nga, Phổ, Thụy Điển và tiểu bang tự do Sachsen. Vào ngày 12 tháng 7 năm 1806, Napoléon lập Liên bang Rhein (Rheinbund) gồm các bang trong Đế quốc La Mã thần thánh và Đức, các bang nhỏ thì nhập vào đất công tước hoặc vào vương quốc lớn hơn. (Các CH Bayern và Sachsen được Napoléon lập thành các vương quốc). Nước Phổ không chấp nhận ưu thế của Pháp bành trướng tới tận cửa ngõ của mình. Ngày 9 tháng 8 năm 1806, do Anh thúc đẩy, vua Phổ Friedrich Wilhelm III ra lệnh tổng động viên để gây chiến với Pháp. Khi đó quân đội Nga còn ở xa Phổ. Tháng 9 năm 1806 Napoléon tập trung khoảng 160.000 quân ở vùng sông Rhine rồi tiến tới Phổ (sau đó còn thêm quân tiếp viện). Cuộc tiến quân nhanh của Pháp đã làm xẹp ý chí chiến đấu của quân đội Phổ, gồm 250.000 người.
Quả nhiên Napoléon và thống chế Louis-Nicolas Davout đã đánh bại quân Phổ ở các trận Jena và Auerstedt ngày 14 tháng 10 năm 1806. Quân Phổ bị chết 25.000 người, 150.000 người bị bắt làm tù binh, Pháp tịch thu 100.000 súng trường và 4.000 súng đại bác. Ngày 27 tháng 10 năm 1806, Napoléon vào Berlin. Ông ta viếng mộ Friedrich II của Phổ và tuyên bố trước các tướng lãnh Pháp: "Nếu ông ta còn sống thì ngày hôm nay chúng ta không thể tới đây". Tính chung Napoléon chỉ mất 19 ngày, từ khi bắt đầu trận chiến tới khi vào Berlin. Sau thất bại này, Phổ ký hiệp ước đình chiến tại Charlottenburg (Berlin). Tại Berlin, Napoléon ban bố một loạt sắc lệnh, có hiệu lực từ 1 tháng 11 năm 1806, chủ trương một cuộc Phong tỏa lục địa9, cấm mọi việc buôn bán với Anh trong các nước chịu ảnh hưởng của Pháp. Quân đội Anh thời đó đã giảm bớt còn khoảng 220.000 người, đối với Đại quân Pháp có lúc trên 1 triệu quân, kể cả quân các nước đồng minh và vệ binh. Trái lại hạm đội Anh gây khó cho việc buôn bán hàng hải của Pháp, nhưng không gây trở ngại cho việc buôn bán trên lục địa, và cũng không đe dọa lãnh thổ Pháp. Hơn nữa, dân số và việc sản xuất (kỹ nghệ, nông nghiệp) của Pháp cũng vượt trội Anh. Tuy nhiên việc làm chủ trên biển đã cho Anh một sức mạnh đáng kể, khiến cho Pháp khó có một nền hòa bình vững chắc, và Anh cũng có thể lập Liên minh chống Pháp bất cứ lúc nào.
Napoléon tiến lên phía Bắc để đối đầu với quân Nga và mưu toan chiếm thủ đô mới của Phổ là Königsberg (nay là Kaliningrad (Nga), một động tác chiến thuật trong trận ác chiến tại Eylau10 (Phổ) ngày 7 và 8 tháng 2 năm 1807, buộc Nga phải rút lui. Sau khi chiếm Dantzig (nay là Gdansk, Ba Lan), Napoléon cũng thắng trận quyết định ở Friedland ngày 14 tháng 6 năm 1807. Cuộc bại trận này buộc sa hoàng phải ký hòa ước Tilsit11 (Phổ) ngày 7 tháng 7 năm 1807. Mạnh vì chiếm được các đất đai mới của Phổ, Napoléon cho tái lập nước Ba Lan khi lập Đại công quốc Warszawa. Tại Hội nghị Erfurt (1808), Napoléon và Sa hoàng Aleksandr I ký một hiệp định, theo đó Nga sẽ buộc Thụy Điển tham gia vào cuộc Phong tỏa lục địa. Lời hứa này dẫn tới Chiến tranh Phần Lan (1808 - 1809) giữa Nga và Thụy Điển, và Nga thắng. Thụy Điển bị chia cắt thành 2 phần, ranh giới ở vịnh Bothnia, phần phía đông sáp nhập vào Nga, tạo thành Đại công quốc Phần Lan.

## Các trận chiến với Liên minh thứ năm

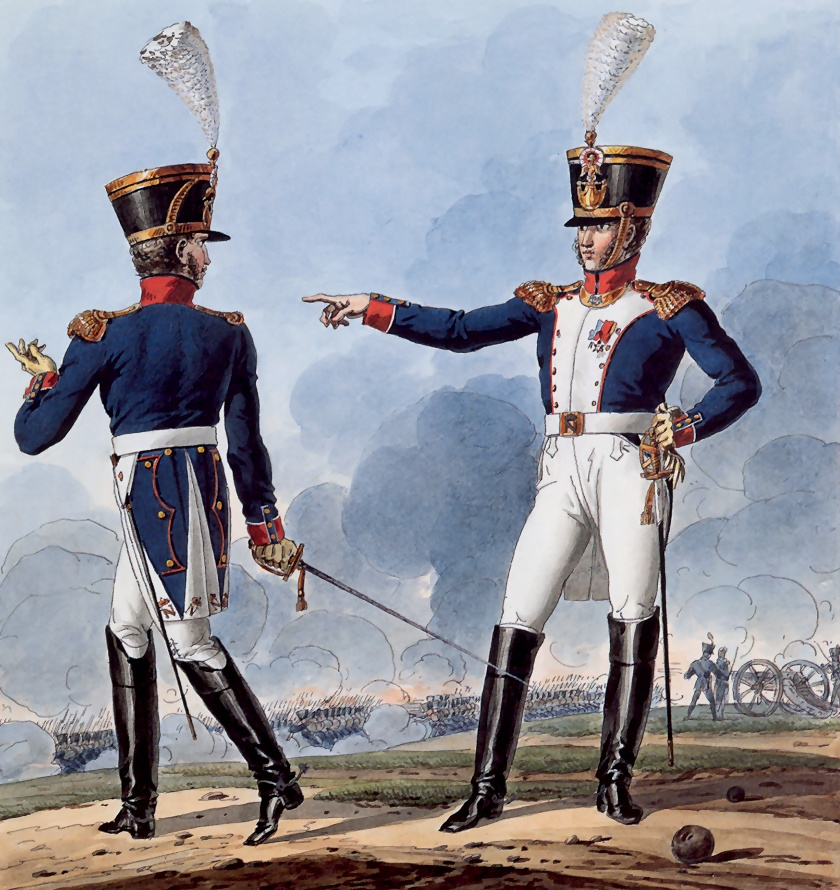
Quân phục sĩ quan của Pháp thời kỳ chiến tranh Napoleon

### Cuộc chiến Tây Ban Nha
Cuộc nổi dậy của dân chúng Tây Ban Nha chống sự chiếm đóng của Pháp ngày 2 tháng 5 năm 1808 đã gây ra một cuộc chiến tại đây, và dẫn tới việc trục xuất vua Joseph Banaparte (anh của Napoléon, làm vua Tây Ban Nha) vào năm 1814, thay bằng vua Fernando VII của Tây Ban Nha, sau đó là việc xâm nhập miền nam Pháp.
Quân Pháp bị thua ở trận Bailén [13] (18 - 22 tháng 7 năm 1808). Napoléon phải chuyển quân sang Tây Ban Nha và đánh bại dễ dàng liên quân Tây Ban Nha - Anh, khiến đội quân viễn chinh của Anh phải rời bán đảo Iberia. Một cuộc tấn công từ sau lưng của Áo làm cho Napoléon bị bất ngờ và buộc phải bỏ bán đảo Iberia. Tình thế thay đổi, nhất là khi tướng Anh Arthur Wellesley lên nắm quyền chỉ huy quân Anh.

### Liên minh thứ năm
Liên minh thứ năm được thành lập năm 1809 gồm Anh và Áo, khi Anh đã chống Pháp tại bán đảo Iberia, và chưa huy động các lực lượng quan trọng. Anh cũng có các chiến thắng nhỏ tại các thuộc địa của Pháp và ở trên biển. Trên bộ, họ chỉ thử làm cuộc tiến quân đến Walcheren[14] với 40.000 người tới vùng Zeeland (Hà Lan) do Pháp kiểm soát từ 30 tháng 7 tới 10 tháng 12 năm 1809.
Cuộc đối đầu chuyển sang lãnh vực kinh tế: cuộc Phong tỏa lục địa đối kháng với cuộc Phong tỏa trên biển mà hai kẻ thù cố gắng củng cố. Trong lúc đó Anh phải chiến đấu chống Hoa Kỳ (cuộc chiến tranh năm 1812) và Pháp đánh nhau ở Tây Ban Nha. Cuộc xung đột trên bán đảo Iberia bắt đầu, khi Bồ Đào Nha tiếp tục buôn bán với Anh, bất chấp lệnh cấm của Pháp. Khi Pháp thua trận Bailén thì Tây Ban Nha không muốn liên minh với Pháp nữa, do đó Pháp phải nhanh chóng tiến chiếm Tây Ban Nha. Điều đó khiến Anh phải can thiệp. Áo thoáng thấy cơ hội lấy lại vương quyền trên nước Đức của mình đã bị bãi bỏ sau trận thua ở Austerlitz, nên quay lại đánh Pháp. Áo thắng vài trận vì quân của Davout quá yếu, chỉ có 170.000 người để bảo vệ vùng biên giới phía đông, trong khi vào năm 1790 thì số quân là 800.000. Áo cũng tấn công Đại công quốc Warszawa, nhưng bị thua trong trận Raszyn (19 tháng 4 năm 1809). Quân đội Ba Lan chiếm vùng Galicia phía tây. Napoléon chỉ huy quân đội phản công Áo và thắng một loạt trận nhỏ, nhưng tới trận lớn Aspern-Essling ngày 20 - 22 tháng 5 năm 1809, thì Napoléon bị thua về chiến thuật. Tuy nhiên Đại công tước Charles, chỉ huy quân Áo, đã mắc sai lầm, khi không truy kích quân Pháp. Sau đó Napoléon chuẩn bị vây hãm Viên bắt đầu từ tháng 7 năm 1809, ông ta thắng Áo ở trận Wagram (5 - 6 tháng 7 năm 1809).
Cuộc chiến với Liên minh thứ năm chấm dứt bằng hòa ước Schönbrunn ngày 24 tháng 10 năm 1809 do Áo xin đình chiến.
Năm 1810, Đế quốc Pháp mở rộng tới mức tối đa. Napoléon kết hôn với Maria Ludovica của Áo, để thiết lập Liên minh lâu dài với Áo và để có con thừa kế, mà người vợ trước - Joséphine de Beauharnais - không có. Ngoài Pháp, Napoléon cũng là vua Ý, người trung gian (và lãnh đạo) Liên bang Thụy Sĩ (Swiss Confederation), Liên bang Rhein. Viên đại sứ của ông ta tại Warszawa điều khiển không chính thức Đại công quốc Warszawa. Các đồng minh của ông ta là Tây Ban Nha (do người anh Joseph Bonaparte làm vua), công quốc Westphalen (do em út Jérôme Bonaparte cai trị), Vương quốc Napoli (em rể là thống chế Joachim Murat làm vua), công quốc Lucca (Ý) và Piombio (Ý) (do em rể Félix Baciocchi cai trị) cùng các nước cựu thù Phổ, Áo.

## Các trận chiến với Liên minh thứ sáu
Liên minh thứ sáu gồm các vương quốc Anh, Nga, Phổ rồi Thụy Điển, Áo và CH Bayern (từ 1813). Bên phía Pháp gồm Pháp, Đại công quốc Warsawa, Ý, Vương quốc Napoli, Liên bang sông Rhein, Sachsen và CH Bayern (tới 1813).

### Trận chiến tại Nga

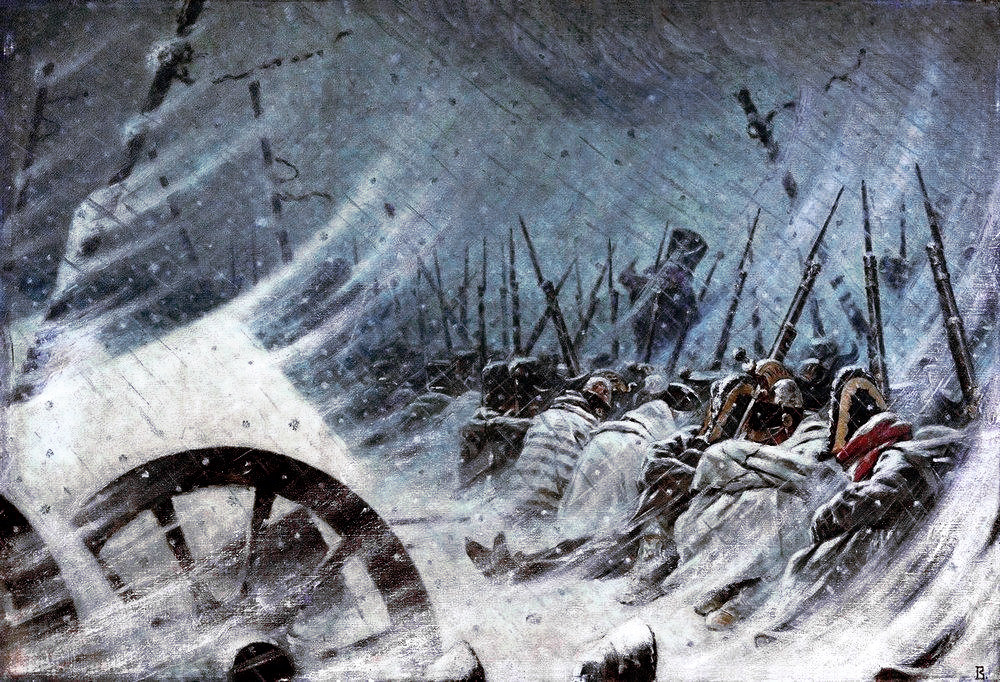
Đêm quân trại của quân đội Napoleon trong cuộc rút lui khỏi Nga bởi Vasily Vereshchagin. Tranh sơn dầu. Bảo tàng Lịch sử Quốc gia, Moscow, Nga.

Năm 1812, Napoléon xâm lấn Nga để buộc sa hoàng phải tuân thủ việc Phong tỏa lục địa. Đại quân Pháp gồm 690.000 người, trong đó 270.000 là quân Pháp, vượt qua sông Nemen ngày 23 tháng 6 năm 1812. Nga tuyên bố cuộc đại chiến vệ quốc và dùng chiến thuật tiêu thổ kháng chiến (đốt sạch trước khi rút lui). Hai bên đối đầu nhau trong trận Borodino (ngoại ô Moskva) ngày 7 tháng 9 năm 1812, một trận chiến đẫm máu và buộc Nga phải rút lui. Quân Pháp vào Moskva ngày 14 tháng 9 năm 1812, nhưng Sa hoàng Aleksandr I không chịu thương thuyết. Napoléon cũng không hy vọng chiến thắng, đành phải rút khỏi Nga.
Đợt chiến trận tại Nga này khiến phe Pháp bị chết mất 380.000 người (kể cả số bị chết vì dịch bệnh và rét lạnh, ngoài các trận đánh nhau), hơn 50.000 bị thương, 80.000 quân đào ngũ và hơn 100.000 quân bị bắt làm tù binh. Về trang bị, quân Pháp bị mất 200.000 con ngựa và hơn 1.000 khẩu pháo. Sau trận thua ở Berezina từ 26 tới 29 tháng 12 năm 1812, quân Pháp chỉ còn khoảng 80.000 quân khi thoát khỏi nước Nga. Thêm nữa, lúc đó có tin ở Paris tướng Claude François de Malet định làm một cuộc đảo chính, nên Napoléon phải rời đạo quân, gấp rút trở về Pháp. Bên phía Nga cũng bị mất khoảng 350.000 - 400.000 quân.
Sau đó, trên mặt trận Tây Ban Nha, liên quân Anh - Tây Ban Nha do tướng Wellesley chỉ huy cũng đánh bại quân Pháp trong trận Vitoria ngày 21 tháng 6 năm 1813 khiến Joseph Bonaparte và quân đội Pháp phải tháo chạy về Pháp, kết thúc việc chiếm đóng của Pháp trên bán đảo Iberia.

### Trận chiến ở Đức

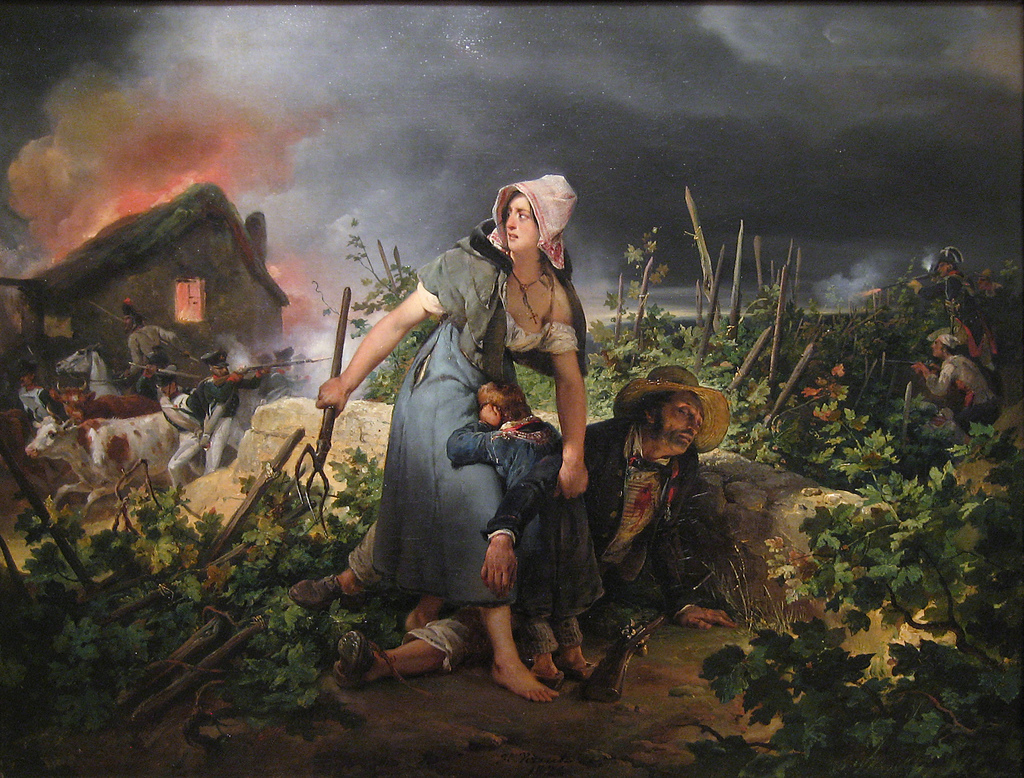
Tranh vẽ chiến sự ở Pháp năm 1814

Nước Phổ vào cuộc, khi thấy có cơ hội để thắng Pháp. Napoléon tái lập một đạo quân gồm các đội quân thoát nạn ở nước Nga trở về và mộ thêm được tổng cộng khoảng 400.000 người. Liên quân Nga - Phổ đối đầu với liên quân Pháp ở trận Lützen ngày 2 tháng 5 năm 1813 và trận Bautzen ngày 20 và 21 tháng 5 năm 1813, bị thua và thiệt mất 40.000 quân. Cuộc đình chiến được ký ngày 4 tháng 6 và kéo dài tới ngày 13 tháng 8 năm 1813. Trong thời gian này, hai phe đều tìm cách tăng cường lực lượng. Phe Liên minh thuyết phục nước Áo tham gia chống Pháp. Phe Liên minh lập 2 đạo quân khoảng 800.000 người, cùng với một đội quân trừ bị chiến lược khoảng 350.000.
Về phần mình, Napoléon tập hợp được khoảng 650.000 quân ở Đức, trong đó chỉ có 250.000 dưới quyền chỉ huy trực tiếp, 120.000 dưới quyền chỉ huy của Thống chế Nicolas Oudinot và 30.000 do Thống chế Davout chỉ huy, phần còn lại là của Liên bang Rhein, Sachsen và Bayern. Vương quốc Napoli của Murat và vương quốc Ý của Eugènge de Beauharnais có một đạo quân hỗn hợp khoảng 100.000, cộng thêm 150.000 quân rút khỏi Tây Ban Nha. Tổng cộng phe Pháp có khoảng 900.000 quân, nhưng các lính Đức trong phe Pháp kém khả năng chiến đấu và có xu hướng muốn đào ngũ sang phe quân Liên minh.
Hết thời hạn đình chiến, Napoléon tấn công và thắng trận Dresden (25 - 26 tháng 8 năm 1813), dù quân Liên minh đông hơn. Tuy nhiên tới trận Leipzig17, cũng gọi là Trận đánh Liên Quốc gia từ 16 tới 19 tháng 10 năm 1813 giữa 191.000 quân phe Pháp với 450.000 quân phe Liên minh (Đế quốc Áo, Vương quốc Phổ, Đế quốc Nga, Vương quốc Thụy Điển), thì Napoléon thua và buộc phải rút lui.

### Trận chiến ở Pháp

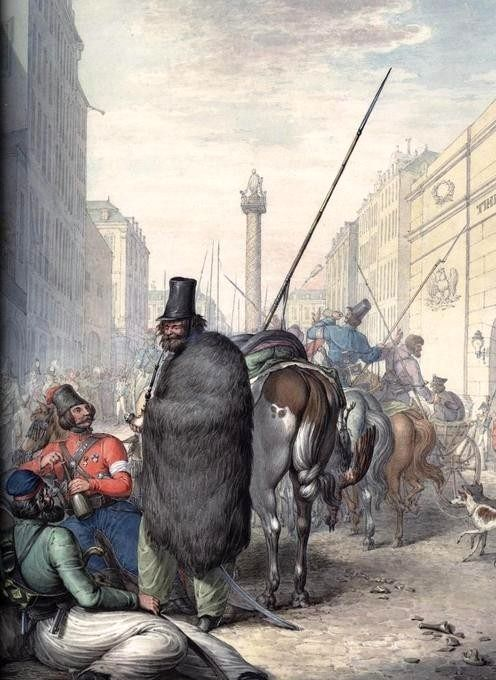
Kỵ binh cossack người Nga ở Paris năm 1814

Các nước Liên minh muốn chấm dứt 20 năm chiến tranh và đánh bại Napoléon mà họ gọi là "kẻ tiếm quyền". Quân Liên minh gồm 500.000 người tiến vào Pháp, trong khi Napoléon chỉ có thể huy động được một đạo quân nhỏ gồm 70.000 người. Tuy nhiên quân Pháp đã chống trả quyết liệt quân Liên minh bị chia cắt, ở từng tấc đất, đặc biệt ở các trận Champaubert (10 tháng 2 năm 1814) giữa Pháp và liên quân Áo - Nga, trận Montmirail (11 tháng 2 năm 1814) giữa Pháp với Liên quân Áo - Nga, trận Mormant (17 tháng 2 năm 1814) giữa Pháp với Liên quân Nga - Wurtemberg, và trận Montereau (18 tháng 2 năm 1814) chống Liên quân Áo - Wutemberg.
Dù thất bại ở một số trận, nhưng phe Liên minh ký Hiệp ước Chaumont ngày 8 tháng 3 năm 1814 (gồm Anh, Áo, Nga, Phổ), quyết tâm đánh bại Napoléon. Quân Liên minh tiến chiếm Paris ngày 30 tháng 3 năm 1814, do sự thông đồng của thống chế Marmont (rút lui, không chiến đấu với Liên quân). Tuy nhiên, Hoàng đế Napoléon vẫn hy vọng có thể tập hợp được 900.000 quân của mình đang ở Đức, Bỉ, Hà Lan cùng các tân binh, nhưng kế hoạch này không thực hiện được. Napoléon phải tuyên bố thoái vị ngày 6 tháng 4 năm 1814 tại Fontainebleau và bị đày tới làm hoàng đế đảo Elba. Các nước Liên minh thắng trận và Pháp họp Hội nghị Wien[18] từ 1 tháng 10 năm 1814 tới 9 tháng 6 năm 1815, quyết định trả lại biên giới của các nước châu Âu như cũ, trước khi có cuộc Cách mạng Pháp. Trước đó Liên minh và Pháp cũng đã ký Hiệp ước Paris ngày 30 tháng 5 năm 1815, trả cho Pháp biên giới nguyên trạng như trước ngày 1 tháng 1 năm 1792.

## Các trận chiến với Liên minh thứ bảy
Thời kỳ chiến tranh với Liên minh thứ bảy gồm vương quốc Anh, Nga, Áo, Phổ, Thụy Điển, Hà Lan và một số nước nhỏ ở Đức, thường được gọi là Thời kỳ 100 ngày[20], kể từ 1 tháng 3 năm 1815 (khi Napoléon trở về Pháp) tới 18 tháng 6 năm 1815 (ngày Pháp thua trận Waterloo).
Napoléon lúc đó bị đày ở đảo Elba, nhưng ông ta trốn trở lại Pháp, nắm lại quyền hành từ vua Louis XVIII của Pháp. Các nước Liên minh tuyên bố đặt Napoléon ra ngoài vòng pháp luật và lập tức tập hợp một đạo quân để đánh gồm 700.000, dự trù sẽ tăng cường thêm 1 triệu nữa, cộng với sự hỗ trợ của 200.000 quân đồn trú. Trước khi Napoléon trở về, thì Pháp có một đội quân 90.000 người, Napoléon triệu tập thêm các cựu chiến binh, tổng cộng được 280.000 quân và ban bố sắc lệnh động viên 2,5 triệu quân.
Napoléon dẫn một đạo quân 124.000 người tấn công Bỉ để ngăn không cho quân Liên minh tập trung, hy vọng đẩy được quân Anh ra biển và buộc Phổ rút khỏi Liên minh. Cuộc tiến quân nhanh khiến cho Napoléon đạt được ý đồ gây bất ngờ cho địch, khiến Phổ phải rút lui trong hỗn loạn ở trận Ligny (Bỉ) ngày 16 tháng 6 năm 1815 (2 ngày trước trận quyết định Waterloo). Cùng ngày thống chế Pháp Michel Ney chận bắt các toán quân Anh do Wellesley gửi đi tiếp viện cho thống chế Phổ Blücher ở trận Quatre-Bras (gần Brussels). Tuy nhiên Thống chế Ney cũng không thể giải tỏa các vị trí bị vây hãm của Pháp. Napoléon đem đạo quân trừ bị lên phía Bắc, họp chung với Ney để truy kích Wellesley. Napoléon trao cho Thống chế Emmanuel de Grouchy giữ bên cánh hữu và ngăn không cho Phổ tập hợp lại quân sĩ, nhưng Grouchy không thể hoàn thành nhiệm vụ, dù đã đánh bại tướng Phổ Johann von Thielmann trong trận Wavre (Bỉ) ngày 18 - 19 tháng 6 năm 1815.
Khi bắt đầu trận quyết định ở Waterloo (Bỉ)21 ngày 18 tháng 6 năm 1815, Napoléon thúc quân tiến đánh Liên quân ở các vị trí cố thủ trong thung lũng này, nhưng tới cuối ngày quân Pháp vẫn không thể đẩy Liên quân Anh - Hannover ra khỏi các vị trí của họ. Hôm sau, khi quân Phổ tới tấn công cánh hữu của Pháp thì chiến thuật chia cắt quân Liên minh của Napoléon hoàn toàn thất bại và phải tháo chạy hỗn loạn.
Trở về Paris 3 ngày sau trận Waterloo, Napoléon buộc phải thoái vị lần thứ hai vào ngày 22 tháng 6 năm 1815 và bị phe Liên minh đày ra đảo Saint Helena trên Đại Tây Dương cho tới chết.

## Các hậu quả của các cuộc chiến tranh này
Các cuộc chiến tranh của Napoléon đã có những hậu quả lớn lao trên toàn thế giới, đặc biệt ở lục địa châu Âu:
- Pháp không còn là cường quốc thống trị châu Âu như thời vua Louis XIV của Pháp
- Trong nhiều nước châu Âu, việc du nhập các lý tưởng và các tiến bộ của cuộc Cách mạng Pháp (dân chủ, bãi bỏ các đặc quyền của giới tăng lữ và quý tộc, bãi bỏ việc tra tấn, quyền bình đẳng trước pháp luật v.v.) đã để lại dấu ấn lâu dài. Các vua ở châu Âu khó tái lập chế độ quân chủ chuyên chế thời tiền Cách mạng Pháp và đôi khi buộc phải áp dụng một số cải cách (ví dụ: Bộ luật dân sự Pháp thời Napoléon, được một số nước áp dụng lâu dài, hoặc ảnh hưởng tới luật của một số nước).
- Một phong trào mới và mạnh đã xuất hiện: chủ nghĩa dân tộc đã làm thay đổi tiến trình lịch sử châu Âu, là sức mạnh giết chết các triều đại phong kiến cũ. Bản đồ châu Âu được vẽ lại hoàn toàn trong 100 năm sau các cuộc chiến này.
- Cuộc chiến ở Tây Ban Nha đã hủy hoại quân đội (hạm đội và lục quân) nước này, tình trạng trầm trọng thêm vì các cuộc cách mạng xảy ra ở các thuộc địa của Tây Ban Nha tại châu Mỹ. Tới năm 1825, hầu như toàn bộ thuộc địa của Tây Ban Nha hoặc đã độc lập hoặc đã sáp nhập vào Hoa Kỳ (các tiểu bang Florida, Louisiana) hoặc vào Vương quốc Anh (Trinidad) hay Haiti (Saint Domingue).
- Vương quốc Anh trở thành cường quốc bá chủ thế giới trên đất liền và trên biển.
- Việc Pháp chiếm đóng Hà Lan (trong thời kỳ chiến tranh) đã cho phép Pháp chiếm các thuộc địa của nước này: Tích Lan (nay là Sri Lanka), Malacca, Nam Phi, Guyana...